# Institut für Bibelübersetzung
Das 1973 in Stockholm gegründete und heute in Moskau ansässige Institut für Bibelübersetzung (Russisch: Институт перевода Библии) übersetzt, verlegt und vertreibt die Bibel oder Auszüge aus ihr in den etwa 130 Sprachen der nichtslawischen Ethnien in der Gemeinschaft unabhängiger Staaten einschließlich der Russischen Föderation. Es hat sich zum Ziel gesetzt, sinngetreue Übersetzungen für die religiös und kulturell diversen Völkerschaften der GUS zu schaffen.
In Finnland begann das Institut für Bibelübersetzung (IBÜ) seine Arbeit im Jahre 1983. Das Helsinki-Büro des IBÜ koordiniert die Übersetzungsarbeit in die ugro-finnische (oder finnisch-ugrische) Sprachen.
In Russland begann das Institut für Bibelübersetzung (IBÜ) seine Arbeit im Jahre 1990. Seit 1995 ist IBÜ Russland/GUS in Moskau angemeldet. Das Personal ist verschiedenen christlichen Konfessionen angehörig. IBÜ Russland/GUS ist eine gemeinnützige Gesellschaft, die durch Beiträge von Privatpersonen, Unternehmenssponsoren und Stiftungen getragen wird.
Das Moskauer Büro des IBÜ koordiniert die Arbeit von etwa 60 Übersetzerteams, deren Mitglieder teilweise in anderen Gebieten oder anderen Ländern leben. Es veranstaltet Trainingskurse für die Übersetzer und führt Seminare und Konferenzen durch. Hier erfolgt auch die Vorbereitung der Bibeltexte für den Druck. Darüber hinaus stellt das Institut Bibelbücher für Kinder zusammen, veröffentlicht Nachschlagewerke und stellt verschiedenste Materialien für die Sprachforschung.
Das IBÜ ist ein Mitglied des Forum of Bible Agencies International. An manchen Übersetzungsprojekten arbeitet das Institut gemeinsam mit anderen internationalen Bibelagenturen wie den United Bible Societies, Wycliff/SIL und den Pioneer Bible Translators. Es betreibt enge Zusammenarbeit mit Kirchen und Religionsverbänden aller christlichen Konfessionen, nationalen Bibelgesellschaften, akademischen Einrichtungen und Landesbehörden.
Bis 2023 hatte das IBÜ die Bibel vollständig in 14 Sprachen, das Neue Testament in weiteren 29 Sprachen, Bibelteile in weiteren 33 Sprachen übersetzt. Eine Kinderbibel wurde in dieser Zeit in 51 Sprachen publiziert.